# Sarah Michel
Sarah Michel (Ris-Orangis, 10 de janeiro de 1989) é uma basquetebolista profissional francesa.

## Carreira
Michel integrou a Seleção Francesa de Basquetebol Feminino nos Jogos Olímpicos Rio 2016, ficando na quarta colocação. Nos Jogos Olímpicos de Verão de 2024, em Paris, conquistou a medalha de prata no torneio feminino do basquetebol, após confronto na final contra a equipe dos Estados Unidos.